# Elfin Lakes
Elfin Lakes är sjöar i Kanada.   De ligger i provinsen British Columbia, i den sydvästra delen av landet, 3 500 km väster om huvudstaden Ottawa. Elfin Lakes ligger 1 484 meter över havet.
I omgivningarna runt Elfin Lakes växer i huvudsak barrskog. Trakten runt Elfin Lakes är nära nog obefolkad, med mindre än två invånare per kvadratkilometer.